# Mostyn Beui
Mostyn Beui (21 gennaio 1980) è un calciatore salomonese, centrocampista del Koloale.

## Carriera
Con la Nazionale salomonese ha preso parte alla Coppa delle nazioni oceaniane 2012, giungendo quarto.

## Palmarès

### Club
- Campionato di calcio delle Isole Salomone: 1

Koloale: 2010-2011